# Legato
Legato (pol. powiązane) – sposób artykulacji w grze na instrumentach muzycznych, w której kolejne dźwięki są grane płynnie, bez najmniejszych przerw między nimi. W ten sposób tworzy się kilkunastonutowe „potoki” dźwięku, w których nie sposób jednoznacznie wyodrębnić pojedynczych dźwięków. W naturalny sposób legato zamyka się we frazie. Przeciwieństwem tego sposobu artykulacji jest staccato (pol. oddzielone), pośrednie zaś sposoby artykulacji określa się jako non-legato oraz mezzo staccato.

## Wykonanie na różnych instrumentach
- W grze na gitarze terminem „technika legato” określa się wydobywanie (najczęściej grupy) dźwięków wyłącznie palcami lewej ręki: opuszcza się palec na strunę zdecydowanym ruchem tak, by struna uderzyła o próg (ang. hammer-on) lub/oraz szarpie ją w momencie podnoszenia palca ze struny (ang. pull-off). W grze techniką legato uderzenia palców prawej ręki (lub piórka trzymanego w prawej dłoni) są sporadyczne i służą głównie do akcentowania frazy albo grania pierwszego dźwięku rozpoczynającego grupę[4].